# Kathedraal van Bosra
De Kathedraal van Bosra is een kathedraal uit 512 in de Syrische stad Bosra. De kerk is een centraalbouw en een van de eerste kerken met een ronde koepel boven een vierkante basisbouw. Van de kerk zijn nog enkele resten over: een deel van de muren met halfboogvensters staat nog overeind en de rest is ruïne.
De kathedraal was destijds gewijd aan de heiligen Sergius en Bacchus, twee vroegchristelijke martelaren.
Destijds was Bosra een belangrijke handelsstad. De Byzantijnse keizer Justinianus I gebruikte deze kerk als model bij de bouw van de Hagia Sophia in Constantinopel. Ook de Rotskoepel in Jeruzalem werd naar dit voorbeeld gebouwd.
Vermoedelijk is de kathedraal, net zoals veel andere antieke monumenten in Bosra, bij een aardbeving in 1157 geruïneerd.